# Gare de Matagne-la-Grande
Ne doit pas être confondu avec gare de Matagne-la-Petite.
La gare de Matagne-la-Grande est une ancienne gare ferroviaire belge de la ligne 156, de Hastière à Anor située à Matagne-la-Petite, section de la commune de Doische, en région wallonne dans la province de Namur.
Elle est mise en service en 1864 par la Compagnie de Chimay et ferme en 1954.

## Situation ferroviaire
La gare de Matagne-la-Grande était établie au point kilométrique (PK) 19,0 de la ligne 156, de Hermeton-sur-Meuse (Hastière) à Anor (France), via Mariembourg et Chimay entre la gare de Matagne-la-Petite et le point d'arrêt de Fagnolle.

## Histoire
La Société anonyme du chemin de fer de Mariembourg à Chimay (Compagnie de Chimay) reçoit en 1856 la concession d'un chemin de fer reliant ces deux villes suivie en 1862 par une seconde concession en direction de la vallée de la Meuse. La section de Mariembourg à Doische est livrée à l'exploitation le 30 mars 1864. Un accord est rapidement conclu avec la Compagnie du Nord-Belge pour l'entretien du matériel et le partage de certaines installations, la ligne aboutissant en France à Anor, gare de la Compagnie des chemins de fer du Nord.
La gare de Matagne-la-Grande, mentionnée en 1868, daterait des origines de la ligne. Une carte postale ancienne montre deux voies, dont une à quai, et plusieurs annexes en bois à gauche du bâtiment des voyageurs.
La section de Hastière à Mariembourg ferme aux voyageurs le 17 octobre 1954 et est mise hors-service. La voie est finalement enlevée en 1978.

## Patrimoine ferroviaire
Le bâtiment des voyageurs, typique du style de la Compagnie de Chimay avec un pignon transversal en son centre a été racheté et sert d'habitation. La ligne est aménagée en RAVeL depuis 1990.